# Храм Иоанна Богослова (Петрозаводск)
Храм Иоа́нна Богосло́ва — деревянный православный храм в Петрозаводске. Находится в юрисдикции Петрозаводской епархии Русской православной церкви.

## История
Храм построен в память домовой церкви Олонецкой духовной семинарии.
Храм построен на средства частных благотворителей, освящён 31 января 2004 года.
В храме установлена компьютерная программа сурдоперевода богослужений для глухонемых прихожан.
Особо почитаемыми реликвиями храма являются икона Пресвятой Богородицы «Владимирская», иконы с частицами мощей сщмч. Климента, первомученика и архидиакона Стефана, свт. Игнатия Брянчанинова, чтимые иконы равноапп. Мефодия и Кирилла, учителей Словенских, прп. Иоанна Многострадального, Архангела Михаила, прп. Илии Муромца, 12 греков-строителей.